# Албрехт II (Бранденбург-Ансбах)
Вижте пояснителната страница за други личности с името Албрехт II.
Албрехт II фон Бранденбург-Ансбах (на немски: Albrecht II von Brandenburg-Ansbach; * 18 септември 1620, Ансбах; † 22 октомври 1667, Ансбах) е от 1634 г. до смъртта си маркграф на Княжество Ансбах.

## Живот
Албрехт е вторият син на маркграф Йоахим Ернст фон Бранденбург-Ансбах (1582 – 1625) и съпругата му графиня София фон Золмс-Лаубах (1594 – 1651), дъщеря на граф Йохан Георг I фон Золмс-Лаубах.
След смъртта на баща му Йоахим Ернст през 1625 г. по-големият му брат Фридрих III поема Княжество Ансбах, първо под опекунството на майка им. Фридрих обаче е убит през 1634 в Тридесетгодишната война. Понеже няма деца, Албрехт като втори син го наследява. И при него майка му води първите години управлението. През 1639 г. той става пълнолетен и поема управлението на Княжество Бранденбург-Ансбах.
Албрехт II заселва австрийски религиозни бежанци. Той е активен в имперската политика и през 1663/1664 г. изпраща войска за Австро-турската война.
Албрехт е смятан за типичен бароков владетел и представител на абсолютизма. Той е погребан в църквата „Йоханис“ в Ансбах.

## Фамилия
Първи брак: на 31 август 1642 г. в Щутгарт с Хенриета Луиза (1623 – 1650), дъщеря на херцог Лудвиг Фридрих фон Вюртемберг-Мьомпелгард, от която има децата:
- София Елизабет (*/†1643)
- Албертина Луиза (1646 – 1670)
- София Амалия (*/† 1649)

Втори брак: на 15 октомври 1651 г. в Йотинген (Бавария) с София Маргарета фон Йотинген(* 19 декември 1634, Улм; † 5 август 1664, Ансбах), дъщеря на граф Йоахим Ернст фон Йотинген-Йотинген и графиня Анна Сибила фон Золмс-Зоненвалде, с която има децата:
- Луиза София (1652 – 1668)
- Йохан Фридрих (1654 – 1686), маркграф на Бранденбург-Ансбах
- Албрехт Ернст (1659 – 1674)
- Доротея Шарлота (1661 – 1705)

∞ 1687 г. омъжена за ландграф Ернст Лудвиг от Хесен-Дармщат (1667 – 1739)
- Елеонора Юлиана (1663 – 1724)

∞ 1682 херцог Фридрих Карл фон Вюртемберг (1652 – 1698)
Трети брак: на 6 август 1665 г. в Дурлах с Кристина фон Баден-Дурлах (1645 – 1705), дъщеря на маркграф Фридрих VI фон Баден-Дурлах. Този брак е бездетен. След смъртта му Кристина се омъжва през 1681 г. за херцог Фридрих I фон Саксония-Гота-Алтенбург.